# آقاحسن‌بیگلو
آقا حسن‌بیگلو از روستاهای مرزی شهرستان گرمی در استان اردبیل ایران است.
این روستا با روستای جعفرلو در جمهوری آذربایجان هم مرز می‌باشد.
رودخانه بالهارود بخشی از مرز بین ایران و جمهوری آذربایجان به شمار می‌رود.

## جمعیت
بر اساس سرشماری سال ۱۳۸۵، جمعیت آن ۲۱۵ نفر در ۳۸ خانوار بوده است.

## شغل
شغل اکثر مردم این روستا باتوجه به آب و هوای معتدل و مناسب کشاورزی و دامپروری است.
البته به علت سیاستهای ناکارآمد و عدم حمایت دولت وبی توجهی مسئولین شاهد کاهش چشمگیر جمعیت و مهاجرت هستیم.